# Otsego megye (Michigan)
Otsego megye az Amerikai Egyesült Államokban, azon belül Michigan államban található. Megyeszékhelye és legnagyobb városa Gaylord. Lakosainak száma 25 091 fő (2020. április 1.). Otsego megye Cheboygan, Crawford, Montmorency, Oscoda, Charlevoix, Kalkaska és Antrim megyékkel határos.

## Népesség
A megye népességének változása:
| Lakosok száma | 24 153 | 24 126 | 24 037 | 24 129 | 24 253 | 25 091 |
|               | 2010   | 2011   | 2012   | 2013   | 2015   | 2020   |